# 嘉量

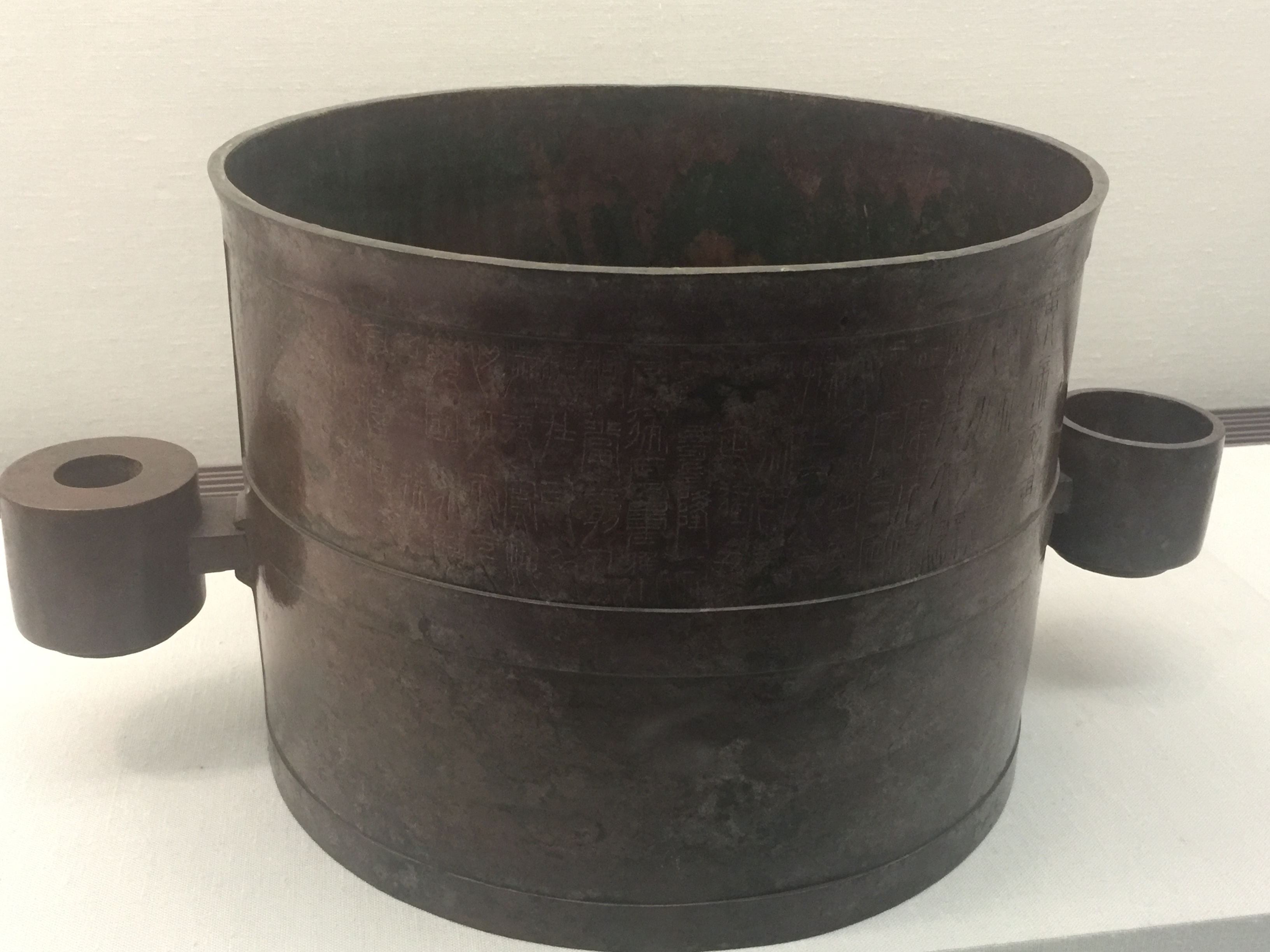
製作於西元9年的新莽嘉量，國立故宮博物院藏。

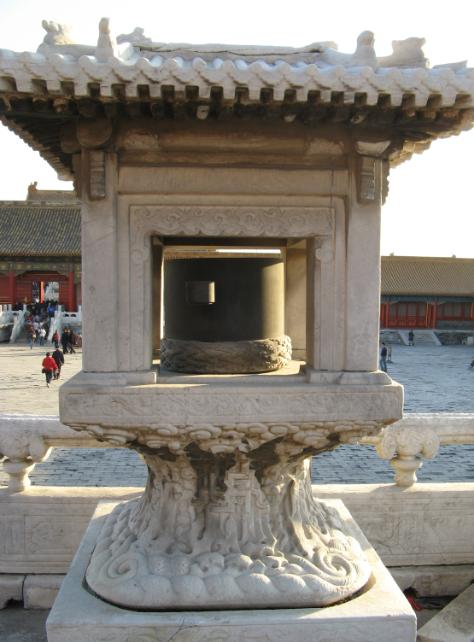
北京故宫中的嘉量。

嘉量是中国古代对体积的标准量器，全器分斛、斗、升、合、龠五个容量单位。是根据二龠为合，十合为升，十升为斗，十斗为斛的古制设计。历代都很重视制作嘉量，王莽新朝始建国元年即制作嘉量（後世稱為新莽嘉量，是著名銅器）。北京故宫的太和殿和乾清宫前有清朝乾隆年间所铸的嘉量，太和殿前为方形，乾清宫前为圆形。表示量度标准的嘉量与时间标准的日晷并陈于左右两侧，以表示帝王的公正和国家的统一。